# Parafia Podwyższenia Krzyża Świętego w Jeleniej Górze
Parafia pod wezwaniem Podwyższenia Krzyża Świętego w Jeleniej Górze – parafia rzymskokatolicka w dekanacie Jelenia Góra Wschód w diecezji legnickiej. Jej proboszczem jest ks. Erwin Jaworski. Obsługiwana przez księży diecezjalnych. Erygowana 25 października 1957. Do dnia 16 października 2012 była to również parafia wojskowa należąca do dekanatu Sił Powietrznych Ordynariatu Polowego Wojska Polskiego. W tym dniu minister obrony narodowej Tomasz Siemoniak podjął decyzję o rozformowaniu parafii garnizonowej. Do dnia 16 lutego 2012 roku parafia należała do Śląskiego Dekanatu Wojskowego.